# We Are Happy Women
„WE ARE HAPPY WOMEN” – cyfrowy singel japońskiej piosenkarki Mai Kuraki, wydany 2 marca 2018 roku.
Utwór posłużył jako piosenka przewodnia kampanii Happy Woman, oficjalnego projektu ochrony praw kobiet w Japonii. Po raz pierwszy został pokazany podczas wydarzenia „HAPPY WOMAN CEREMONY”, które odbyło się w Ebisu Garden Place 4 marca 2018 roku.

## Lista utworów
| Nr | Tytuł utworu         | Tekst      | Kompozycja | Aranżacja        | Długość |
| -- | -------------------- | ---------- | ---------- | ---------------- | ------- |
| 1. | „WE ARE HAPPY WOMEN” | Mai Kuraki | Aika Ōno   | Akihito Tokunaga | 4:07    |

## Notowania
| Lista                          | Pozycja |
| ------------------------------ | ------- |
| Billboard Japan Download Songs | 93      |
| mora Weekly Singles            | 19      |
| music.jp Weekly Singles        | 55      |
| RecoChoku Weekly Singles       | 42      |
| Dwango Weekly Singles          | 87      |